# Intercord
Intercord Tonträger GmbH war ein deutsches Musiklabel mit Sitz in Stuttgart. Es wurde am 10. Mai 1966 unter der Leitung von Udo Unger von der Verlagsgruppe Georg von Holtzbrinck gegründet.

## Geschichte
Intercord war anfänglich auf Klassik – in diesem Bereich präsentierte sich die Firma von Anfang an mit einem hochwertigen Katalog – und Liedermacher fokussiert; erster Vertragskünstler war Reinhard Mey. Zunehmend profitierten jedoch Umsatz und Reputation von internationalen Veröffentlichungen, die größtenteils in Lizenz für den deutschsprachigen Raum erschienen, teilweise aber auch als Importe vermarktet wurden.
In den 1970ern weitete Intercord das Repertoire aus. Mit dem Label Spiegelei gründete man eine Plattform für Krautrock und nahm Bands wie Hoelderlin, Kraan und Anyone’s Daughter unter Vertrag. Es wurden auch erste Lizenzverträge mit ausländischen Repertoire-Anbietern geschlossen, beispielsweise dem heute zu Arista Records gehörenden Jazzlabel Freedom und der skandinavischen Firma Sonet Records, und deren Aufnahmen auf dem deutschen Markt veröffentlicht.

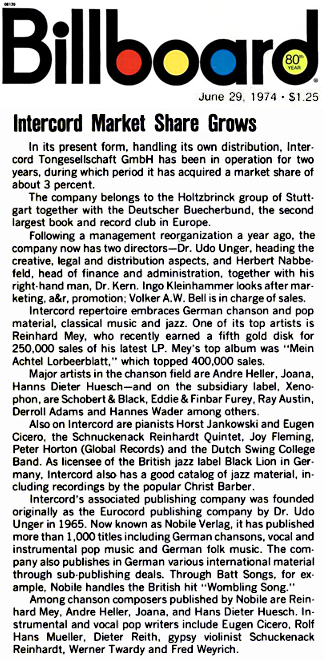
Billboard 1974

Wichtigster Auslandspartner war jedoch das Label Mute Records, das Intercord ab 1981 für den deutschsprachigen Raum vertrat und dessen Künstler Depeche Mode, Yazoo, Erasure, Nick Cave and the Bad Seeds und Moby dem Unternehmen Millionenumsätze und wichtige Marktanteile einbrachten.
In den 1990ern gehörte Intercord mit Projekten wie z. B. E-Rotic, die meist auf dem Eigenlabel Blow Up veröffentlichten und außer in Deutschland z. B. auf den asiatischen Märkten sehr erfolgreich waren, auch zu den Marktführern im Euro-Dance-Bereich und etablierte eine mit Serien wie Dance Mission erfolgreiche Compilation-Abteilung.
1993 machte Intercord mit ca. 150 Mitarbeitern mehr als 55 % Umsatz mit nationalen Produktionen (insgesamt 12,0 Millionen Tonträger) und war mit einem Marktanteil von laut Jahresstatistik des Bundesverbandes der Phonographischen Wirtschaft (deutsche Sektion der IFPI) über fünf Prozent an der Spitze der nicht multi-national organisierten Tonträgerfirmen zu finden.
1994, auf dem Höhepunkt des Firmenerfolges, verkaufte der Besitzer, die Verlagsgruppe Georg von Holtzbrinck, um zusätzliches Kapital für Investitionen in Privatfernsehen etc. zu generieren, Intercord an die EMI Group, die sich dadurch weitere Marktanteile sichern wollte. Im Jahr 2000 wurde der Firmensitz in Stuttgart geschlossen und das Label Intercord in die Kölner EMI-Dependance eingegliedert.
Aus dem zunächst eher nebenbei betriebenen Import-Service (IIS), der z. B. die Veröffentlichungen von Adrian Sherwoods legendärem On-U Sound-Label vertrieb, wurde 1986 eine spezialisierte, weitgehend selbständig operierende „Company in der Company“, der Intercord Record Service (IRS), der Vertriebsverträge mit vielen aus- und inländischen Plattenfirmen abschloss und deren Tonträger in den deutschsprachigen Ländern vermarktete. Einige wichtige Partner waren Roadrunner Records, Music for Nations, GRP Records und Rhino Records, Künstler u. a. Frank Zappa und The Residents. Der IRS vertrat lange Zeit CBS Records auf dem Import-Sektor. Als erste relevante deutsche Plattenfirma gründete Intercord auch eine eigene Abteilung für alternative Musikstile, Alternation, deren Signings größtenteils über den IRS vertrieben wurden.

## Farbiges Vinyl
Als besonderen Kaufanreiz veröffentlichte Intercord viele Schallplatten, insbesondere die Erstauflagen ihrer Singles und Maxi-Singles, von Anfang bis Ende der 80er Jahre statt im üblichen Schwarz im farbigen Vinyl. Der Fantasie waren dabei kaum Grenzen gesetzt: Einfarbig, mehrfarbig, gesprenkelt und/oder transparent. Viele dieser Veröffentlichungen sind heute gesuchte Sammlerstücke.

## Künstler
Bekannte Künstler, die bei Intercord, teilweise in Lizenzierung von den Original-Labels, veröffentlichten, waren:
- international: Depeche Mode, Erasure, Nick Cave, Moby, Right Said Fred, The KLF, The Prodigy, Primal Scream, Coldcut, James Brown, Bill Haley
- national: Pur, Fettes Brot, Hubert Kah, Kraan, Herbert Grönemeyer, Manfred Krug
- Metal: Metallica, Sepultura, Megadeth, Type O Negative
- Punk: The Exploited
- Jazz: Chick Corea, Billy Cobham, Lee Ritenour, Thelonious Monk, Cecil Taylor, Don Cherry, Ornette Coleman, Barrelhouse Jazzband
- Schlager: Roger Whittaker, Vicky Leandros, Wolfgang Petry, Claudia Jung, Tommy Steiner
- Soul: Berry Window
- Klassik: Dirigent Karl Münchinger, Dirigent und Grammy-Gewinner Helmuth Rilling, Cembalistin Christiane Jaccottet

Zahlreiche Künstler starteten ihre Karrieren mit Veröffentlichungen bei Intercord, u. a. Herbert Grönemeyer, Reinhard Mey, Pur, Niños Con Bombas, André Heller, Hanns Dieter Hüsch, Joy Fleming, Julia Neigel, Stephan Sulke, Pe Werner und Fools Garden.

## Verbundene Labels
- Mute Records
- Roadrunner Records
- Play It Again Sam (PIAS)
- XL Recordings (s. auch Beggars Banquet Records)
- Creation Records

## Belege
1. ↑  IfM-Firmengeschichte der Georg von Holtzbrinck GmbH mit Erwähnung des Verkaufs der Intercord (Memento des Originals vom 11. Dezember 2008 im Internet Archive)  Info: Der Archivlink wurde automatisch eingesetzt und noch nicht geprüft. Bitte prüfe Original- und Archivlink gemäß Anleitung und entferne dann diesen Hinweis.. Abgerufen am 4. Dezember 2009.
2. ↑  EMI beschließt Aus für Intercord. mediabiz.de vom 3. November 1999, abgerufen am 16. April 2018